# 亞苟那斯
亞苟那斯（Argonath），又稱王之柱（Pillars of the Kings），是托爾金小說裡中土大陸的兩座巨型雕像，位於安都因河兩畔，為埃西鐸與安那瑞安的雕像。

## 地理歷史
與歐散克以及黑門前的雙塔一樣，亞苟那斯巨像是第二紀元時期努曼諾爾人在中土大陸建造的眾多宏偉建築物之一:136，用於標示剛鐸的北方邊境:79。這兩座巨型雕像分別立於峽谷兩邊的峭壁上，歷經多年風霜仍保持鑿造時的面貌，雕像中的埃西鐸與安那瑞安皆手持斧頭，伸出左手掌比著警告手勢。
第三紀元3019年，魔戒遠征隊路過該處，亞苟那斯巨像給遠征隊一行留下了深刻印象。

## 相關改編
在彼得·傑克森執導的電影《魔戒首部曲：魔戒現身》中，亞苟那斯是伊蘭迪爾與埃西鐸兩人的雕像，伊蘭迪爾手持的是納希爾聖劍而非斧頭，安那瑞安則被移除了。劇組以紐西蘭皇后鎮旁的卡威拉河為亞苟那斯的外景取景地:46；而維塔工作室則製作了一座精緻的亞苟那斯微縮模型，經過後製處理，使模型與外景拍攝鏡頭完美結合，成為電影最後看到的樣子:79。
在《魔戒首部曲：魔戒現身》豪華完整版DVD中附有亞苟那斯巨像造型的石製書擋。